# 濱口雄幸
濱口雄幸（日语：／ Hamaguchi Osachi，1870年5月1日—1931年8月26日），舊姓水口，號空谷，日本南海道土佐國長岡郡五台山村（今高知縣高知市五台山）人，大藏大臣、內務大臣、內閣總理大臣。

## 生平
高知県長岡郡五台山村出身，1895年東京帝國大學（今東京大學）畢業，進大藏省工作，歷任專賣局長官、遞信次官等職。1915年加入立憲同志會，當選眾議員，歷任加藤高明內閣的大藏大臣、若槻禮次郎內閣的內務大臣。
1929年以立憲民政黨總裁身份接替因張作霖暗殺事件而下台的田中義一出任首相，其公務員出身的強硬派作風，使他有「獅子宰相」的封號。在位期間不顧右翼勢力與軍方的反對，強行推動恢復金本位政策及簽署倫敦海軍條約，導致右翼份子對他的不滿。
1930年，於其任內發生「霧社事件」，即當時日本陸軍省與台灣總督府暗中聯合派兵使用生化武器鎮壓台灣原住民，引發國際與日本國會強烈譴責，導致多名閣員引咎辭職。
1930年11月14日，濱口在東京車站被日本右翼團體成员佐鄉屋留雄開槍打傷。1931年3月，在在野黨政友會成員鳩山一郎等人的要求下，拖著病身前往眾議院接受質詢，4月4日再次入院進行手術。術後確定不能正常履行首相職務，於4月13日請辭。8月26日因細菌感染而傷重不治，享壽61歲。
現今東京車站10號線（東海道本線月台）第8車位置地板有槍擊點的標記，並於中央通道新幹線轉乘口旁牆面設有碑文描述此槍擊事件。

## 著作
- . 百々吾郎. 1919-07. NDL 42005277. 已忽略未知参数|ncid= (帮助)
- 澤本孟虎編 (编). . 青山書院. 1925-12. NDL 43051756. 已忽略未知参数|ncid= (帮助)
- . 教化資料 第50輯. 教化団体聯合会. 1926-09. NDL 42021146. 已忽略未知参数|ncid= (帮助)
- 大蔵省編 (编). . 大鐙閣. 1926-07. NDL 43045226. 已忽略未知参数|ncid= (帮助)
- . 大日本雄弁会. 1926-09. NDL 43045244. 已忽略未知参数|ncid= (帮助)
- . . 国民パンフレット No.95. 国民講演協会. 1929. NDL 44022207.
- . . 財政経済時報社. 1929-09: 1–16. NDL 44030957.
- 青年雄弁会編 (编). . 春江堂. 1929-09. NDL 47017252. 已忽略未知参数|ncid= (帮助)
- . 春秋社. 1930-01. NDL 47009362. 已忽略未知参数|ncid= (帮助)
- 青年雄弁会編 (编). . 春江堂. 1930-02. NDL 47017294. 已忽略未知参数|ncid= (帮助)
- . . 春陽堂. 1930-12: 1–6. NDL 44053067. 已忽略未知参数|ncid= (帮助)
- 鍵山誠之祐編 (编). . 実業之日本社. 1931-03. NDL 47017262. 已忽略未知参数|ncid= (帮助)
- 浜口富士子編 (编). . 三省堂. 1931-09. NDL 47003420 NDL 48015118. 已忽略未知参数|ncid= (帮助)
- 池井優・波多野勝・黒沢文貴編 (编). . みすず書房. 1991-03. ISBN 9784622033493. NDL 91034979. 已忽略未知参数|ncid= (帮助)
- 川田稔編 (编).  論述・講演篇. 未來社. 2000-02. ISBN 9784624300968. NDL 20044546. 已忽略未知参数|ncid= (帮助)
- 川田稔編 (编).  議会演説篇. 未來社. 2004-05. ISBN 9784624301019. NDL 20601801. 已忽略未知参数|ncid= (帮助)
- . 講談社学術文庫 2040. 講談社. 2011-03. ISBN 9784062920407. NDL 21910747. 已忽略未知参数|ncid= (帮助)

## 传記・参考文献
- 川田稔　『浜口雄幸 たとえ身命を失うとも』
ミネルヴァ日本評伝選：ミネルヴァ書房 2007年
- 川田稔『激動昭和と浜口雄幸』歴史文化ライブラリー：吉川弘文館 2004年
- 川田稔『浜口雄幸と永田鉄山』 講談社選書メチエ、2009年
- 波多野勝『濱口雄幸 政党政治の試験時代』中公新書
- 城山三郎『男子の本懐』新潮文庫ほか
- 早川隆『日本の上流社会と閨閥』角川書店 1983年 158-161頁

| 官衔                                                                    | 官衔                                                                   | 官衔                                    |
| ----------------------------------------------------------------------- | ---------------------------------------------------------------------- | --------------------------------------- |
| 內閣                                                                    |                                                                        |                                         |
| 前任： 田中義一 幣原喜重郎（代理）                                      | 內閣總理大臣 1929年7月2日－1930年11月14日 1931年3月10日－1931年4月14日 | 繼任： 幣原喜重郎（代理） 若槻禮次郎    |
| 內務省                                                                  |                                                                        |                                         |
| 前任： 若槻禮次郎                                                       | 內務大臣 1926年6月3日－1927年4月20日                                   | 繼任： 鈴木喜三郎                       |
| 大藏省                                                                  |                                                                        |                                         |
| 前任： 勝田主計                                                         | 大藏大臣 1924年6月11日－1926年6月3日                                   | 繼任： 早速整爾                         |
| 前任： 職位創建                                                         | 大藏參政官 1915年7月2日－1915年8月12日                                 | 繼任： 無 （下一相同頭銜： 加藤政之助） |
| 前任： 勝田主計                                                         | 大藏次官 1914年4月16日－1915年7月2日                                   | 繼任： 菅原通敬                         |
| 前任： 仁尾惟茂                                                         | 專賣局長官 1907年12月16日－1912年12月24日                              | 繼任： 櫻井鐵太郎                       |
| 遞信省                                                                  |                                                                        |                                         |
| 前任： 小松謙次郎                                                       | 遞信次官 1912年12月24日－1913年2月24日                                 | 繼任： 犬塚勝太郎                       |
| 議會席位                                                                |                                                                        |                                         |
| 眾議院                                                                  |                                                                        |                                         |
| 議員（高知縣郡部→高知縣第2區→高知縣第1區） 1919年3月26日－1931年8月26日 |                                                                        |                                         |
| 議員（高知市） 1915年3月25日－1917年1月25日                             |                                                                        |                                         |
| 政党职务                                                                |                                                                        |                                         |
| 立憲民政黨                                                              |                                                                        |                                         |
| 前任： 職位創建                                                         | 總裁 1927年6月1日－1931年4月13日                                       | 繼任： 若槻禮次郎                       |
| 憲政會                                                                  |                                                                        |                                         |
| 總務委員 1916年10月10日－1926年1月28日                                  |                                                                        |                                         |